# Ramal E de la línea Verde
El Ramal E de la línea Verde (en inglés: Green Line "E" Branch), conocido también como Ramal de la Avenida Huntington y Ramal Arborway, es una línea de tranvía que forma parte de los cuatro ramales de la línea Verde del Metro de Boston. El Ramal consiste en 20 estaciones y es operado por la Autoridad de Transporte de la Bahía de Massachusetts o BMTA por sus siglas en inglés. El ramal se extiende desde la estación Lechmere hasta la estación Calle Heath en Boston. El ramal fue inaugurado el 16 de febrero de 1941.

## Estaciones
Los trenes de la 'línea B' solamente operan desde Lechmere al Calle Heath. El segmento desde Lechmere a Kenmore es compartido con los otros tres ramales. No hay ningún estacionamiento para ninguna de las estaciones del Ramal E. Todas las estaciones entre Kenmore y Packard's Corner son también paradas de la Ruta de Autobús 57 hacia Watertown.
| Estación                 | Localidad                                                | Tiempo a Park Street | Apertura              | Transferencias y notas                                                                                       |
| ------------------------ | -------------------------------------------------------- | -------------------- | --------------------- | --- |
| Prudential               | Avenida Huntington, Back Bay, Boston                     | 6 minutos            | 16 de febrero de 1941 | Anteriormente como Mechanics hasta el 2 de diciembre de 1964 estación subterránea sirve al Prudential Center |
| Symphony                 | Avenida Massachusetts a la Avenida Huntington, Boston    | 8 minutos            | 16 de febrero de 1941 | Estación subterránea sirve al Symphony Hall                                                                  |
| Universidad Northeastern | Avenida Huntington a Opera Place, Boston                 | 10 minutos           |                       | Anteriormente como Opera Place sirve a la Universidad Northeastern                                           |
| Museo de Bellas Artes    | Avenida Huntington y la Calle Ruggles, Boston            | 12 minutos           |                       | Sirve al Museo de Bellas Artes                                                                               |
| Longwood Medical Area    | Avenida Huntington a la Avenida Longwood, Boston         | 14 minutos           |                       | Sirve al Longwood Medical Area                                                                               |
| Brigham Circle           | Avenida Huntington a la Calle Francis, Boston            | 16 minutos           |                       | Derecho de vía privado termina aquí, y el tren opera al sur de aquí                                          |
| Fenwood Road             | Avenida Huntington a Fenwood Road, Boston                | 17 minutos           |                       | 39 Bus a Forest Hills 66 Bus a Harvard Square                                                                |
| Mission Park             | Avenida Huntington a Mission Park, Boston                | 18 minutos           |                       | 39 Bus a Forest Hills 66 Bus a Harvard Square                                                                |
| Riverway                 | Avenida South Huntington a la Avenida Huntington, Boston | 20 minutos           |                       | 39 Bus a Forest Hills 66 Bus a Harvard Square                                                                |
| Back of the Hill         | Avenida South Huntington, Boston                         | 21 minutos           |                       | 39 Bus a Forest Hills 66 Bus a Harvard Square                                                                |
| Calle Heath              | Calle Heath, Jamaica Plain                               | 22 minutos           |                       | Aparece en los letreros como "Calle Heath/VA Medical Center"                                                 |